# Miguel Paiva
Miguel Paiva (Rio de Janeiro, 19 de janeiro de 1950) é um cartunista, diretor de arte, escritor, autor de teatro, ilustrador, publicitário, diretor, roteirista e comentarista de televisão, roteirista de cinema e jornalista brasileiro.
Começou a escrever aos dezesseis anos, para o Jornal dos Sports. Trabalhou no seminal jornal de humor carioca O Pasquim. Publicou inúmeros livros, tanto no Brasil quanto no exterior, como As memórias de Casanova e livros de História do Brasil. Escreveu musicais em parceria com Zé Rodrix e fez vários cenários e figurinos para o teatro.
Publicou cinco livros em parceria com Luís Fernando Veríssimo, sobre as aventuras do detetive Ed Mort; com a personagem Radical Chic, publicou Radical Chic (vol. I e II), Almanaque da Radical Chic e o Livro de pensamentos da Radical Chic; com o personagem Gatão de Meia Idade publicou os livros Gatão de Meia- Idade (vol. I e II), e Cama de gato (Histórias de cama do Gatão de Meia-Idade). É também autor dos personagens Chiquinha, publicado em O Globo, e Bebel, a Top Top Model, publicado na revista Contigo. Miguel publicou ainda o livro Sentimento masculino.
Viveu na Itália de 1974 a 1980, criando e publicando seus personagens. De volta ao Brasil, morou durante nove anos em São Paulo, voltando para o Rio em 1992, onde vive até hoje.
Durante 1985, Paiva publicou charges políticas no jornal O Globo, principalmente sobre o tumultuado período entre a eleição e a morte de Tancredo Neves. Também satirizou ex-presidente dos Estados Unidos, Ronald Reagan e sua intervenção na Nicarágua sandinista. 
Trabalhou na adaptação de Uma Rosa com Amor, do SBT, com Tiago Santiago e Renata Dias Gomes.
Desde 2019 é chargista do portal Brasil 247.
É casado com a atriz Ângela Vieira.

## Radical Chic
A Radical foi criada em 1982, sendo publicada na última página da revista 'Domingo' do Jornal do Brasil. onde ficou até novembro de 1996. Após, passou a ser publicada no caderno 'Ela' e depois no caderno 'Rio Show' do jornal O Globo.
Foi publicada também, durante quatro anos, no jornal Folha de S.Paulo e, atualmente, é publicada no 'Caderno de TV' do jornal O Estado de S. Paulo, no jornal O Povo de Fortaleza e mensalmente na revista Nova.
A Radical também aparece nas tevês do Brasil, em vinhetas da Rede Globo, e já foi estrela de um programa em 1993, na mesma TV Globo, onde era interpretada pela atriz Andréa Beltrão.
Existem quatro livros da Radical editados no Brasil, sendo que os dois primeiros foram editados pela L&PM, um pela Editora Record e, o último, pela Editora Objetiva.

## Gatão de Meia Idade
O Gatão começou a ser publicado em 1994, como tira diária no Jornal do Brasil, até passar para as paginas O Globo, com a Radical. É também publicado no Estado de São Paulo, e eventualmente, ocupa pequeno espaço na página da Radical Chic.
Sobre o personagem Gatão já foram editados três livros pela Editora Objetiva e, em 2006, foi lançado o filme Gatão de meia idade, dirigido por Antonio Carlos da Fontoura e com Alexandre Borges no papel principal.

## Atuação na televisão
- Jornal de Vanguarda (TV Bandeirantes) - diretor e comentarista
- Radical Chic (TV Globo) - autor e roteirista [7]
- Malhação (TV Globo) - autor e roteirista
- Vinhetas do Plim-Plim (animação TV Globo) - diretor e desenhista
- Comentário Geral (TVE) - diretor de criação e comentarista
- Edição Nacional (TVE)- comentarista
- Estação Globo - 50 anos de Rock (TV Globo) - roteiro e texto

## Peças de teatro
- 1992 - 1993 - 1997 - Band-Age (com Zé Rodrix)
- 1996 - Heleno, um homem chamado Gilda (com Zé Rodrix)
- 2003 - A presença de Guedes
- 2006 - Lavanderia Brasil (com Zé Rodrix - em cartaz)
- em produção - Cama de gato
- em produção - Delicadeza

## Cinema
- 1984 - Os bons tempos voltaram (título completo: Os bons tempos voltaram: vamos gozar outra vez) (argumento e roteiro do episódio "Primeiro de abril")
- 2006 - Gatão de meia-idade (autor e roteirista)[2]